# Малък гарвански лук
Малкият гарвански лук (Gagea minima) е вид растения от семейство Кремови (Liliaceae).
Таксонът е описан за пръв път от Джон Белендън Кер Голър през 1816 година.